# Gustav Prym (Schiff)
Das Fahrgastschiff Gustav Prym ist das älteste motorgetriebene Fahrgastschiff auf dem Bodensee, Clubschiff des Förderverein Yachtsport Überlingen e.V. (FYÜ e.V.) und wird im Ausflugs- und Charterverkehr eingesetzt.

## Geschichte 1916 bis 2019

### Bau, Indienststellung und Einsatz in Konstanz

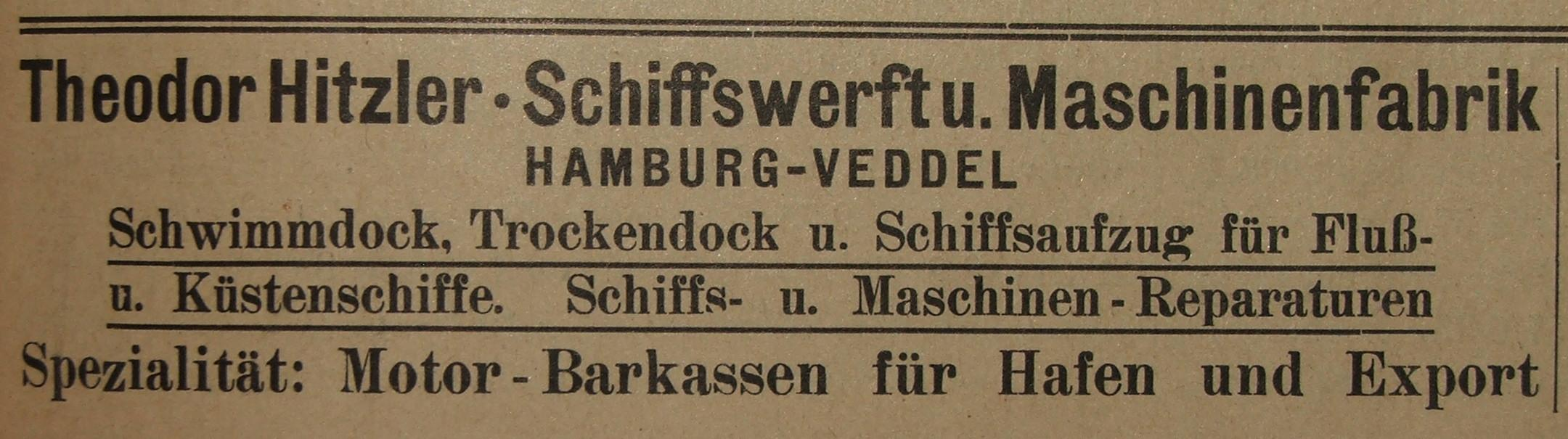
Werbung für die Theodor Hitzler-Werft Hamburg

Das ursprünglich für 50, später reduziert auf 40 Passagiere zugelassene Motorboot wurde 1916 für den Motorboot-Betrieb der Technischen Werke Konstanz  gebaut. Der genietete Stahlplattenrumpf wurde in Hamburg bei der Theodor Hitzler-Werft gefertigt. Der Ausbau erfolgte in Bodman.
Als Antrieb erhielt die Gustav Prym einen 4-Zylinder Hanomag-Lloyd Schiffsmotor, Typ IV B 26, der mit einem Zenith-Vergaser für Benzin-, Benzol- und Spiritusbetrieb ausgerüstet war und bei 1500/min eine Leistung von 29,7 PS erbrachte.

#### Probefahrt und Bootstaufe am 21. August 1916
Bericht in den Konstanzer Mitteilungsblättern über die Schiffstaufe am 21. August 1916:
"Städtisches Motorboot Gustav Prym
Das vor einigen Tagen angekommene neue städtische Motorboot unternahm gestern nachmittag, mit Fahnen und Girlanden festlich geschmückt, seine Probefahrt. Um 3 Uhr fuhr es mit Herrn Oberbürgermeister Dietrich und Herren des Stadtrats an Bord nach Bodman, wohin Herr Kommerzienrat Prym als Taufpate des Schiffes die Herren zu einem kleinen Imbiß eingeladen hatte. Kurz nach 8 Uhr kehrte das Boot von der Probefahrt zurück. Sobald die behörden die Abnahme vollzogen haben, wird es dem öffentlichen Verkehr übergeben werden."

#### Der Konstanzer Ehrenbürger Gustav Prym
Benannt wurde das Boot nach Gustav Prym, einem Stolberger Industriellen und Gesellschafter der William Prym GmbH & Co. KG, kurz vor seinem Tod im Dezember 1916. Die Stadt Konstanz verdankte ihm eine großzügige Zuwendung zum Bau des Bismarckturms.

#### Einsatz als Fahrgastschiff der Stadt Konstanz
Am 31. August 1916 wurde die Gustav Prym offiziell als "Fährboot" für den Betrieb auf dem Bodensee zugelassen und zunächst zur Überquerung des Seerheins in Konstanz auf der Strecke "Konstanz Hafen – Seestraße" eingesetzt.
Später kam noch die Strecke im Rhein zwischen Hallenbad und Pulverturm, in dessen Nähe der Liegeplatz der Gustav Prym eingerichtet war, dazu.
Mit Zunahme des Bodensee-Tourismus wurden auch Ausfahrten zur Insel Reichenau, Insel Mainau sowie nach Meersburg angeboten.
1925 mietete die Schweizerische Dampfbootgesellschaft für den Untersee und Rhein die Gustav Prym für den Kursverkehr zwischen Konstanz und der Insel Reichenau über Gottlieben und Ermatingen. Sie erwies sich jedoch als zu klein und wurde ein Jahr später der Stadt Konstanz zurückgegeben.

### Einsatz während des Zweiten Weltkriegs
Im Zweiten Weltkrieg wurde die Gustav Prym militärisch eingesetzt und dienste von 1940 bis 1944 zusammen mit mehreren anderen Booten als Patrouillenboot der dem Militär unterstellten Seewache. Die Aufgabe der Besatzung bestand vor allem darin, Schmuggler oder mögliche Deserteure festzunehmen, die sich durch Flucht in die nahe Schweiz dem Militärdienst entziehen wollten.
Nach der Befreiung von Konstanz am 26. April 1945 zeigten die französischen Truppen nur ein geringes Interesse am kleinen Schiff.

### Erneuter Einsatz als Fahrgastschiff der Stadt Konstanz
Nach dem Zweiten Weltkrieg befuhr die Gustav Prym bis Ende 1962 im Linienverkehr auf der sogenannten "Bäderlinie" in der Konstanzer Bucht vom Konstanzer Hafen zum Strandbad Jakob.

### Feuerlöschboot der Freiwilligen Feuerwehr Konstanz
Nachdem 1963 das moderne Hörnle den Lokalverkehr im Konstanzer Trichter übernommen hatte, wurde die Gustav Prym im Jahr 1965 von der Freiwilligen Feuerwehr Konstanz zum Feuerlöschboot umgerüstet und erhielt statt des 29 PS starken Benzinmotors einen Dieselmotor.
Die Indienststellung erfolgte dann offiziell am 26. Oktober 1966
Antriebsmaschine:
- 8-Zylinder, luftgekühlt
- Hersteller: Klöckner-Humboldt-Deutz (KHD)
- Typ: SA 8L 614
- Nennleistung: 100 PS bei 1500/min
- Bootswendegetriebe, Typ: BW 50 G, Hersteller: ZF

Hilfsmaschine für Löschpumpe und Hilfsdüsen:
- 4-Zylinder, luftgekühlt
- Hersteller: Klöckner-Humboldt-Deutz (KHD)
- Nennleistung: 65 PS
- Löschpumpe mit max. 2500 l/min Fördermenge
- 9 Löschdüsen in Vor- und Achterschiff, Druck: 8 atü
- 6 Unterwasserdüsen für Manövrierhilfe und Notantrieb

Auch die wie weiteren Umbauten waren sehr umfangreich, u. a.:
- Änderung von Schiffsbug und -heck
- neue Aufbauten und Ausbauten
- Arbeitskajüte für 4 Mann Besatzung
- Motoren- und Pumpenräume
- zusätzliches Kollisionesschott im Bug
- Auftriebsvergrößerung
- Zusatztanks für Dieselöl

### Außerbetriebnahme und Verschrottung
1985 wurde das Feuerlöschboot außer Dienst gestellt und kam am 13. Dezember 1986 auf den Lagerplatz der Fa. Berg in Konstanz mit dem Ziel, verkauft oder verschrottet zu werden.

### Rettung und Renovierung 1985 bis 1997

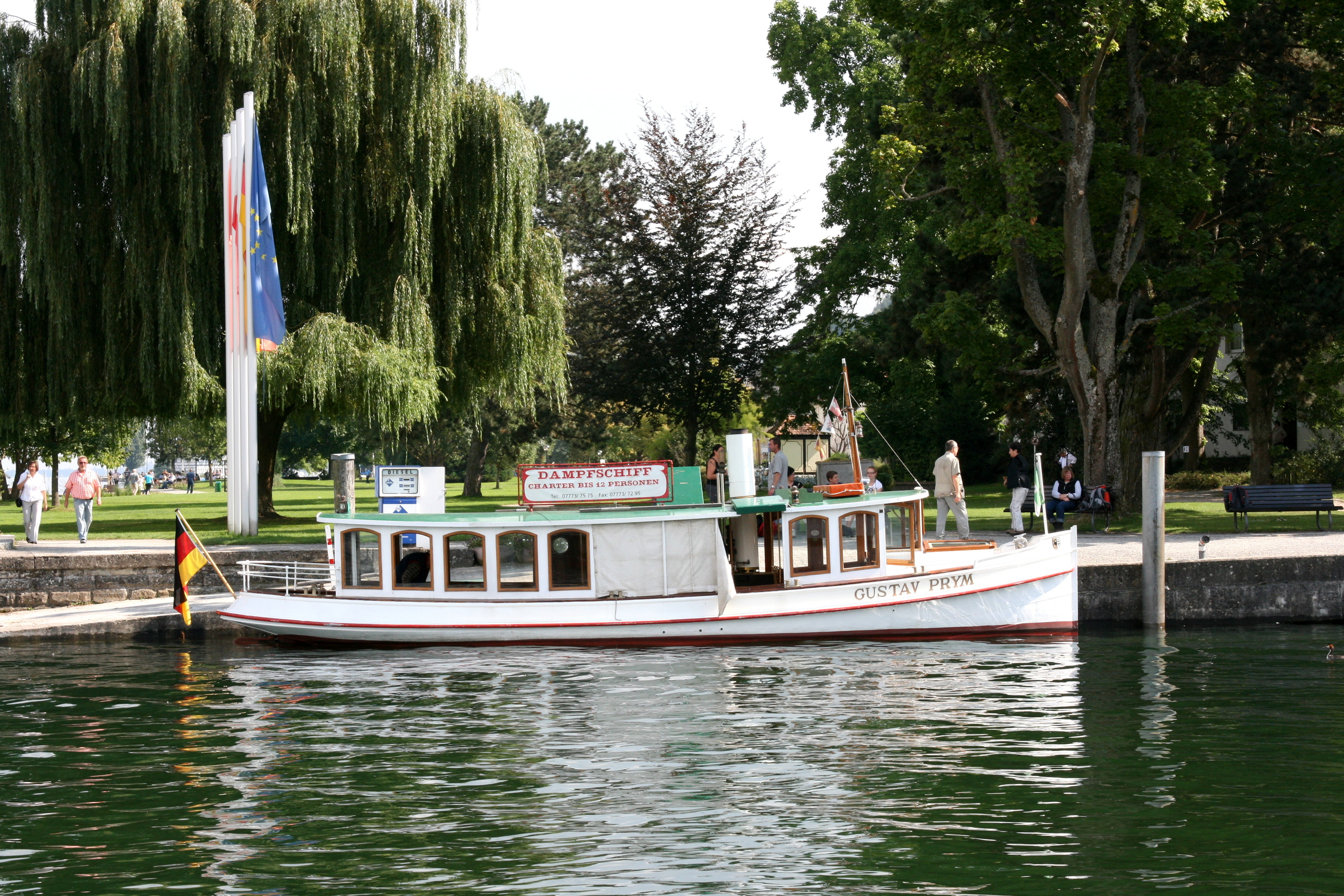
Gustav Prym an der Marina bei der Seestraße in Bodman

Am 17. August 1986 wurde die Gustav Prym von Mitgliedern des 1983 in Bodman gegründeten "Deutscher Dampfschiff-Verein e.V." (DDV) auf dem Lagerplatz der Fa. Berg entdeckt und dann von einer Eignergemeinschaft durch Abgabe eines Angebotes vor der Verschrottung gerettet.
Bis 1997 wurde die Gustav Prym als Ausflugsboot für 12 Personen plus Besatzung komplett neu aufgebaut. Dabei wurde der Dieselmotor durch eine 3-Zylinder-Verbund-Dampfmaschine aus dem Jahr 1906 ersetzt und ein neu hergestellter Wasserrohrkessel mit Heizölbefeuerung installiert.

### Erneute Inbetriebnahme als Salon-Dampfschiff 1999
1999 erhielt die Gustav Prym die Bodenseezulassung für Passagierschiffe. Bis 2017 war die Gustav Prym, unterbrochen von einem kurzen Gastspiel 2004 am Murtensee, im Ausflugs- und Charterverkehr unterwegs und gehörte neben der Hohentwiel und der ersten Bodensee-Automobilfähre Konstanz zur beliebten Flotte klassischer Bodensee-Passagierschiffe.

## Clubschiff des Förderverein Yachtsport Überlingen e.V. (FYÜ e.V.) 2019 bis heute

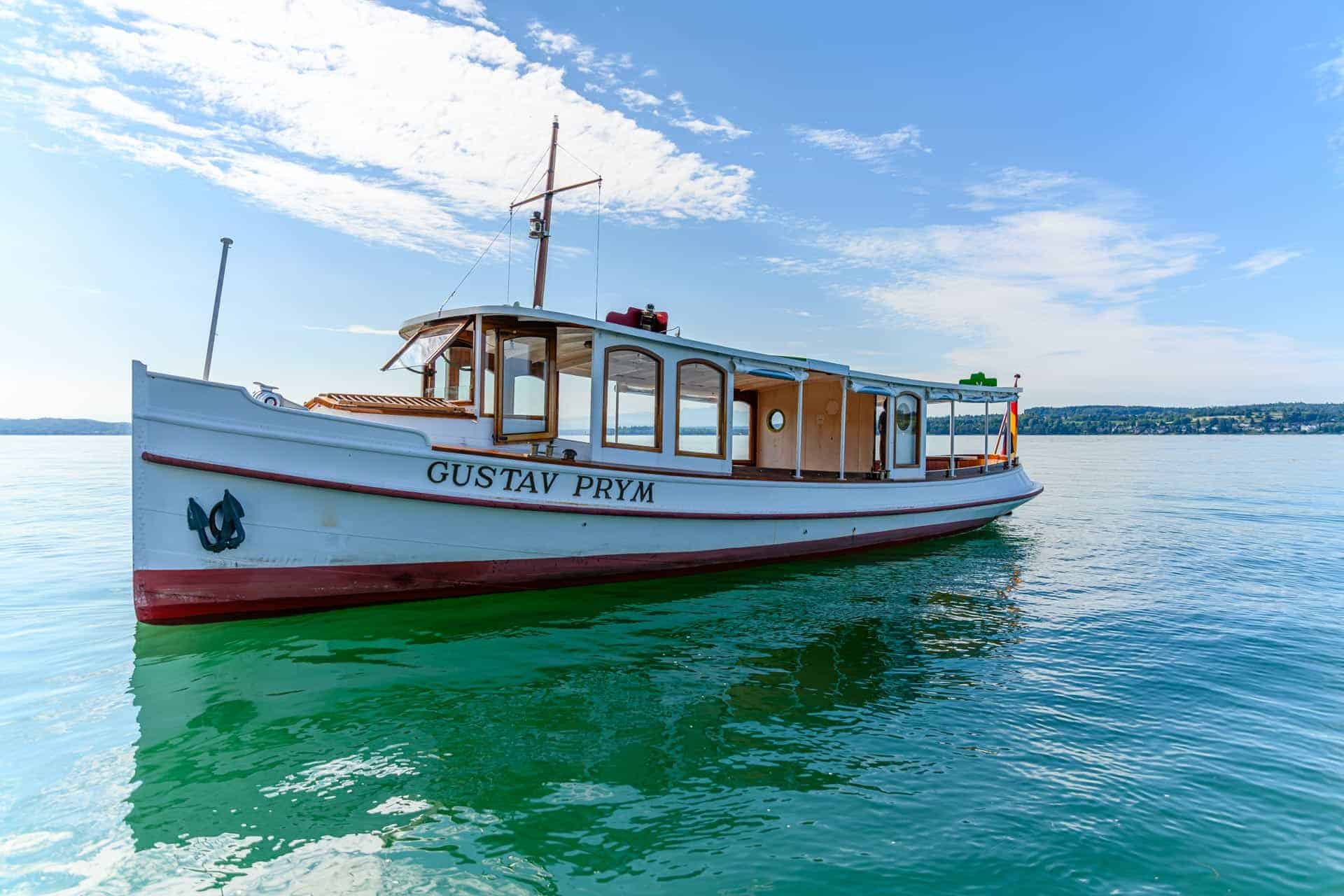
Gustav Prym nach der Restaurierung 2024 – Bug

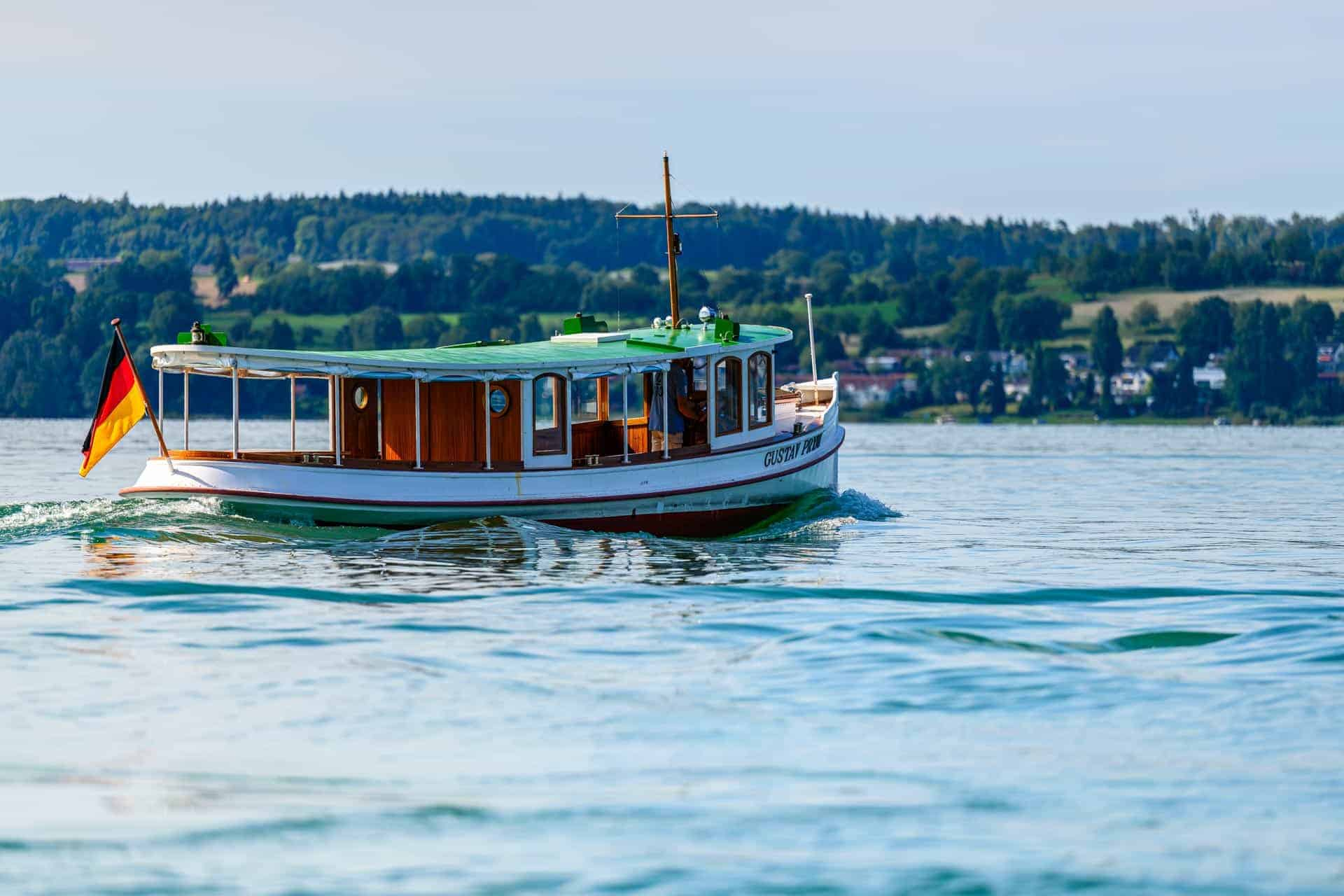
Gustav Prym nach der Restaurierung 2024 – Achterschiff

2019 wurde das Schiff an den Förderverein Yachtsport Überlingen e.V. (FYÜ e.V.) verkauft.

### Förderverein Yachtsport Überlingen e.V.
2015 wurde der gemeinnützige Förderverein Yachtsport Überlingen e.V. gegründet und unterstützt
- den Segel- und Bootssport mit klassischen Yachten,
- den Betrieb, die Pflege, die Erhaltung und Wiederherstellung von klassischen Yachten und
- das Bewusstsein zur Wahrung yachtsportlich-kulturhistorischer Güter.

Zu diesem Zweck übernahm der FYÜ e.V. das Areal der ehem. Keller-Werft direkt am Bodenseeufer von der Stadt Überlingen mit der Idee, eine „Gläserne Werft“ entstehen zu lassen, die dann 2019 ihren Betrieb aufnahm.
2019 kaufte der FYÜ e.V. die Gustav Prym und überführte sie für eine umfangreiche Restaurierung und technische Überholung von Bodman in die Gläserne Werft.

### Restaurierung

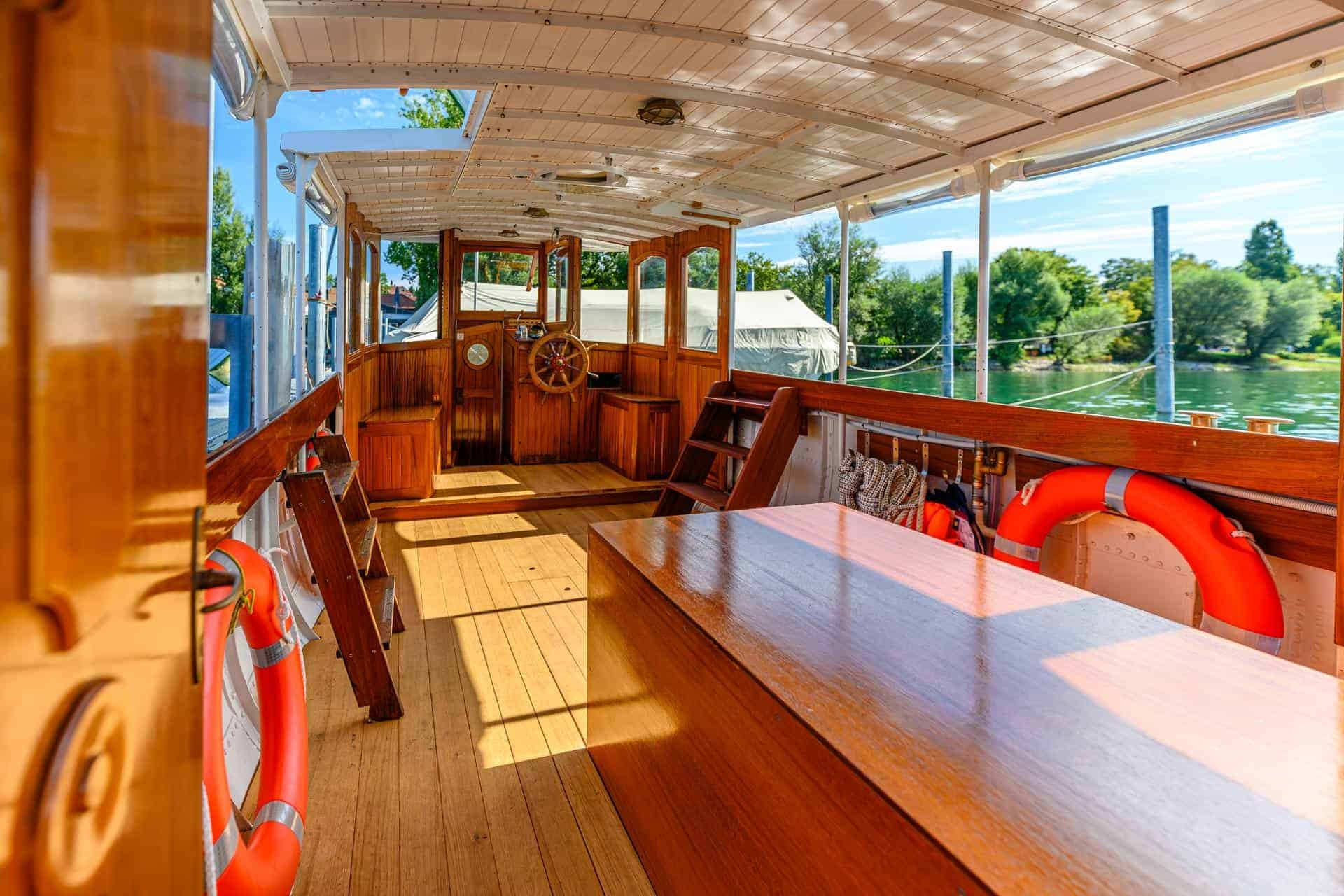
Fahrstand und ehem. Kessel- und Maschinenraum nach der Restaurierung 2024

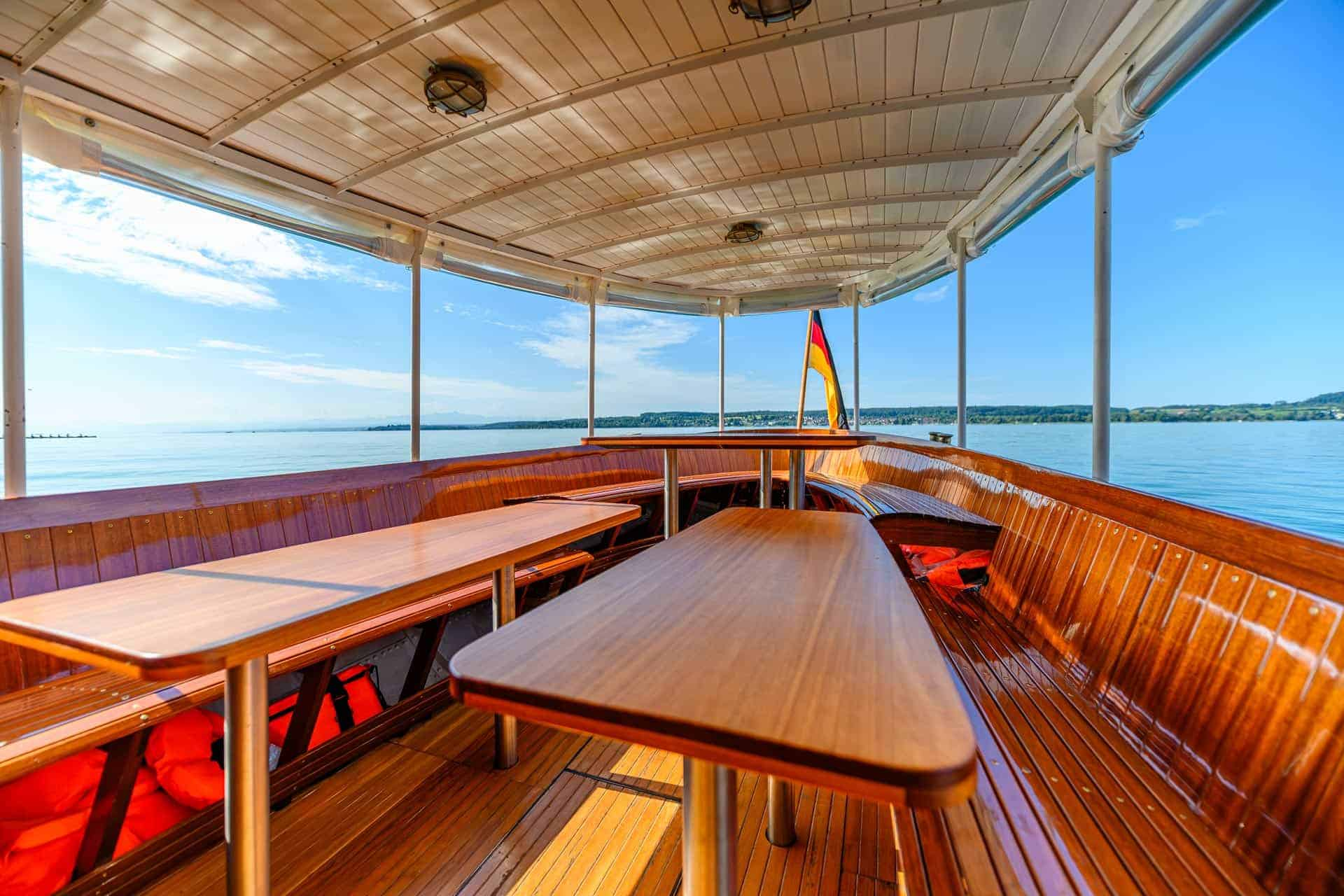
Achterschiff-Salon nach der Restaurierung 2024

Von 2019 bis 2024 wurde die Gustav Prym in Zusammenarbeit der Keller-Werft GmbH und der Yacht- & Antriebstechnik GmbH mit hohem Aufwand wieder in den ursprünglichen Zustand als motorgetriebenes Fahrgastschiff zurückversetzt.
Zu diesem Zweck wurde die gesamte Kessel- und Dampfmaschinenanlage, die mittlerweile gravierende technische Mängel aufwies, ausgebaut und ein Schiffsdiesel des Herstellers Deutz eingebaut.
Darüber hinaus wurde der Salon im Achterschiff wieder klassisch ausgebaut sowie im Vorschiff ein WC eingebaut.
Der ehem., nicht originale Kessel- und Maschinenraum in der Mitte des Schiffes wurde wieder zurückgebaut und bietet mit seiner offenen Gestaltung wieder viel Platz für die Fahrgäste.
Antriebsmaschine:
- 4-Zylinder, luftgekühlt
- Hersteller: Vetus Deutz
- Typ: BF4M 1012 E mit Turboladung
- Nennleistung: 106 PS bei 2650/min

Getriebe:
- Bootswendegetriebe
- Hersteller: ZF
- Typ: Arco ZF45-1, hydraulisch
- Getriebeuntersetzung, i=3,03

Propeller:
- 4-flügeliger Festpropeller
- Hersteller: Fa. Lausberg, Koblenz
- Durchmesser: 30", 76 cm
- Steigung: 40", 102 cm

### Erneute Zulassung und Inbetriebnahme als motorgetriebenes Fahrgastschiff 2024

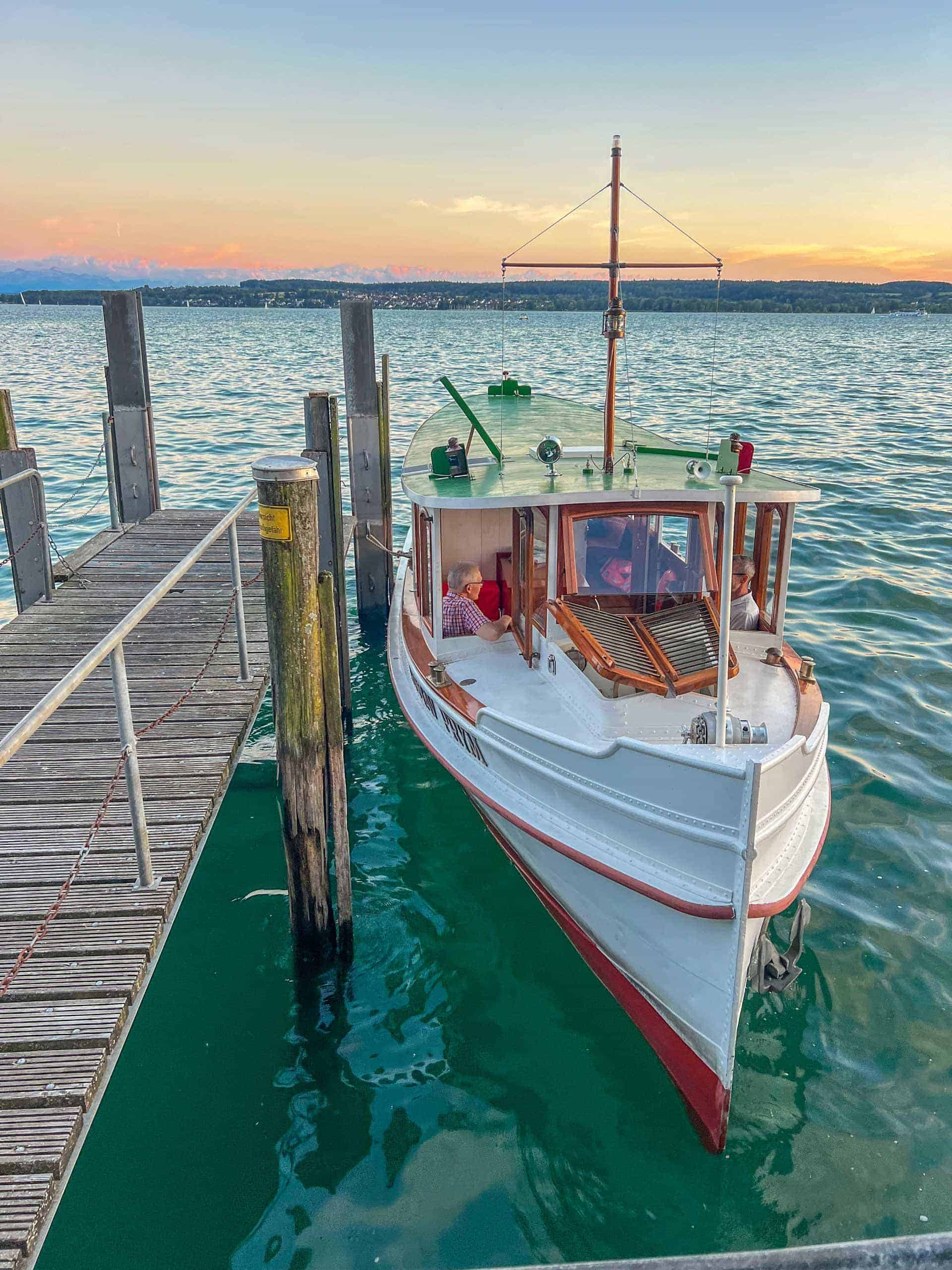
Gustav Prym am Landungsplatz in Überlingen

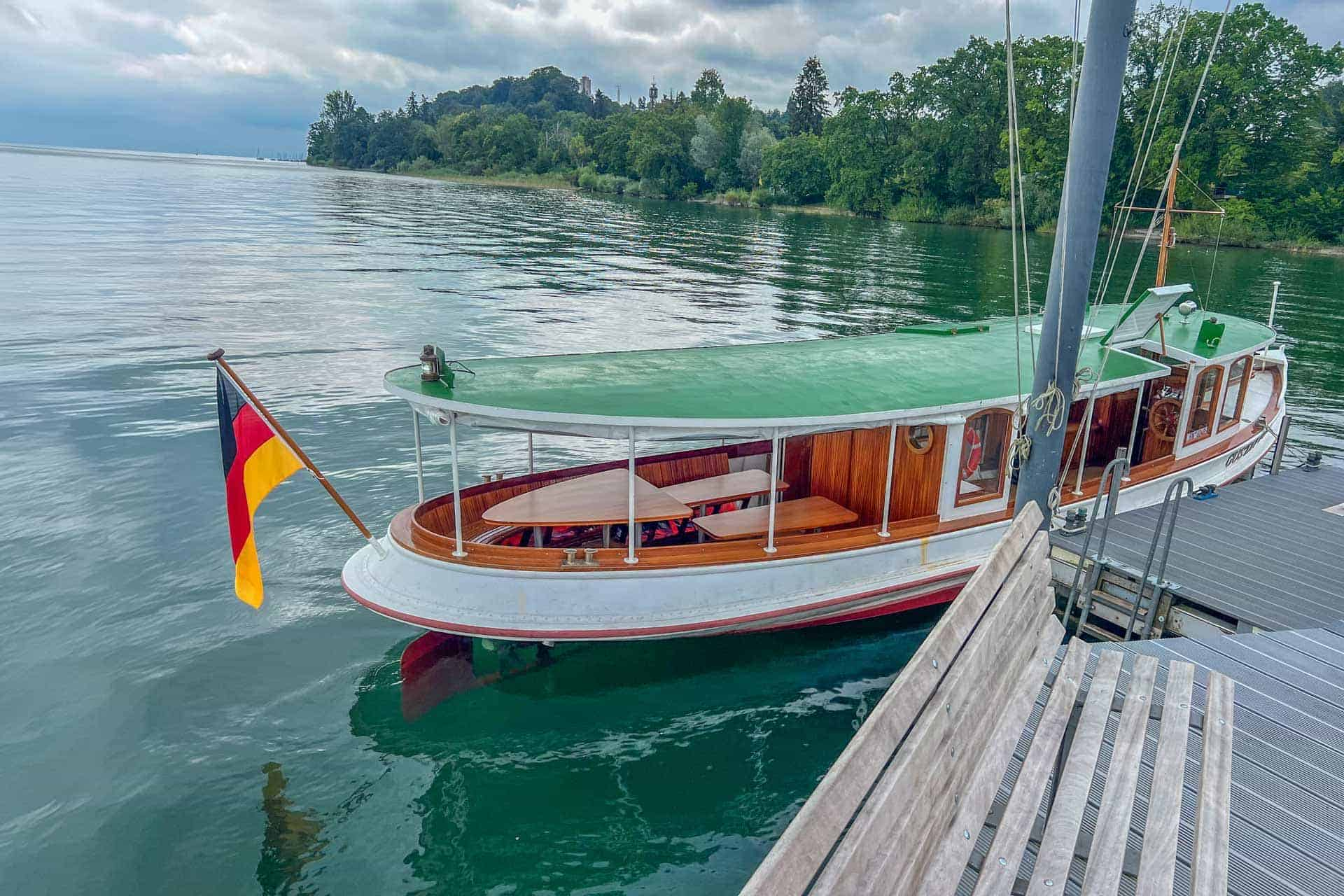
Gustav Prym am Anleger in Konstanz-Egg

Am 15. August 2024 und somit pünktlich zum 108-jährigen Jubiläum erhielt die Gustav Prym nacherfolgreiche Abnahme durch die zuständige Schiffsuntersuchungskommission erneut die Zulassung als Fahrgastschiff auf dem Bodensee.
Seitdem steht die Gustav Prym als stolzes Clubschiff des FYÜ e.V. wieder für Ausflugs- und Charterfahrten zur Verfügung.